# باغر 293

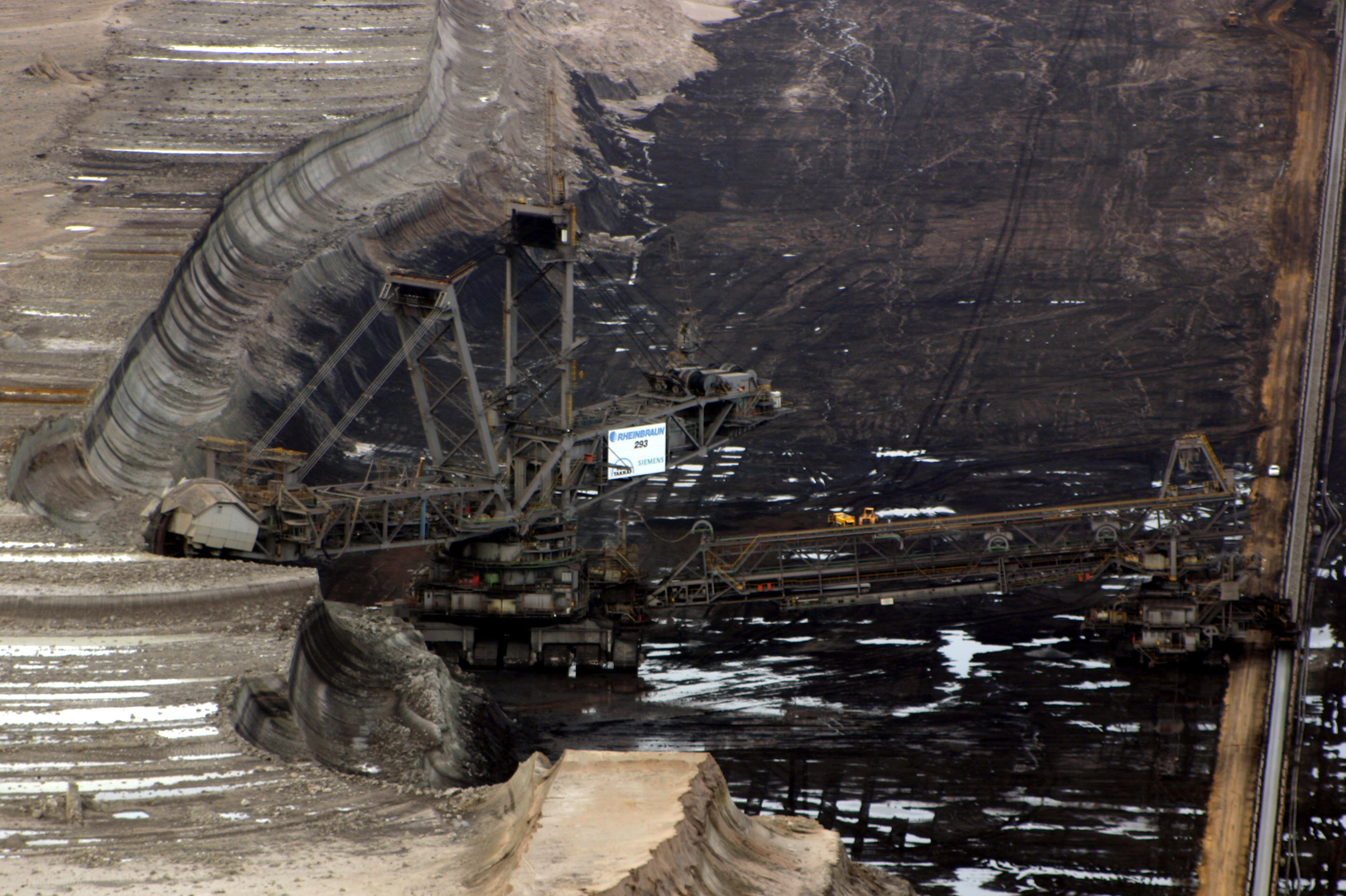
باغر 293.

باغر 293 هي حفارة ذات مجرف دوراني تم بنائها من قبل شركة تاكراف من ألمانيا الشرقية.